# فهرست سوابق و آمارهای باشگاه فوتبال اینتر میلان

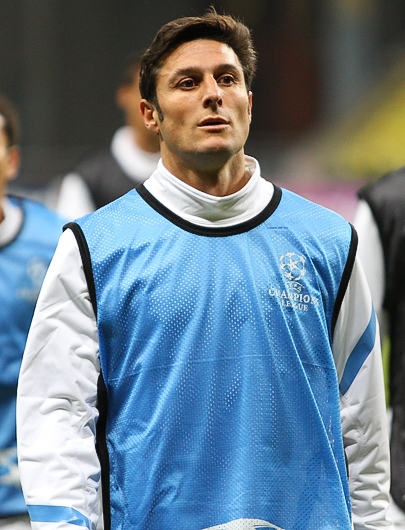
خاویر زانتی (عکس در سال ۲۰۱۱)، با انجام ۸۵۸ بازی بین سال های ۱۹۹۵ تا ۲۰۱۴، رکورددار بیشترین بازی برای اینتر است.

باشگاه فوتبال اینتر میلان یک باشگاه حرفه‌ای فوتبال در شهر میلان است که در سری آ ایتالیا بازی می‌کند. این باشگاه یکی از بنیانگذاران سری آ در سال ۱۹۲۹ بود و تنها تیم ایتالیایی می‌باشد که به سری بی سقوط نکرده‌است. باشگاه اینتر در رقابت‌های اروپایی توانسته ۳ قهرمانی در لیگ قهرمانان اروپا و ۳ قهرمانی در جام یوفا کسب کند. اینتر اولین تیم ایتالیایی است که دو بار به صورت متوالی در سال‌های ۱۹۶۴ و ۱۹۶۵ توانسته فاتح جام باشگاه‌های اروپا شود.
این فهرست شامل افتخاراتی است که باشگاه اینتر میلان کسب کرده و آمار و رکوردهایی که به وسیله باشگاه، مدیران، مربیان و بازیکنان آن به دست آمده‌است. در بخش سوابق و آمار بازیکنان، جزئیاتی درباره برترین گلزنان تاریخ باشگاه و کسانی که بیشترین حضور را در مسابقات و در تیم اصلی داشته‌اند ارائه شده‌است. همچنین شامل دستاوردها و جوایز فردی که بازیکنان و مربیان اینتر میلان کسب کرده‌اند و بالاترین هزینه نقل و انتقالات پرداختی و دریافتی به وسیله باشگاه ذکر شده‌است.
اینتر از زمان تأسیس تاکنون رکوردهای مختلفی را به ثبت رسانده‌است. در سال ۲۰۱۰، اینتر به اولین تیم ایتالیایی تبدیل شد که توانسته فاتح سه‌گانه (Treble) شود که شامل سری آ، کوپا ایتالیا و لیگ قهرمانان اروپا می‌باشد. باشگاه اینتر از فصل ۰۶-۲۰۰۵ تا ۱۰-۲۰۰۹ ، توانست پنج عنوان قهرمانی سری آ را به صورت متوالی به دست آورد که این رکورد در فصل ۱۷-۲۰۱۶ به وسیله یوونتوس شکسته شد. همچین اینتر بازیکنان بزرگ زیادی را به خدمت گرفته‌است از جمله خرید رونالدو در سال ۱۹۹۷ و کریستین ویری در سال ۱۹۹۹ که به این ترتیب دو بار رکورد نقل و انتقالات فوتبال جهان شکسته شد.
آمار و رکوردهای ذکر شده در فهرست زیر در تاریخ ۵ سپتامبر ۲۰۲۳ به روز شده‌است.

## آمار و رکوردها در یک نگاه
| تنها تیم ایتالیایی که فاتح سه‌گانه شده‌است . (فصل ۱۰-۲۰۰۹)                                                                                             |
| اینتر اولین تیم ایتالیایی است که دو بار به صورت متوالی فاتح جام باشگاه‌های اروپا شده‌است. (۱۹۶۴ و ۱۹۶۵)                                                |
| اینتر آخرین تیم ایتالیایی است که فاتح لیگ قهرمانان اروپا شده‌است. (فصل ۱۰-۲۰۰۹)                                                                       |
| تنها تیم سری آ که به سری بی سقوط نکرده‌است. (با ۹۲ فصل حضور)                                                                                          |
| در زمان ۱۸ تیمی بودن و ۲ امتیاز برای هر پیروزی، اینترمیلان در فصل ۸۹-۱۹۸۸ با ۵۹ امتیاز رکوردی تاریخی ثبت کرد.                                        |
| در زمان ۲۰ تیمی بودن و ۳ امتیاز برای هر پیروزی، اینترمیلان در فصل ۰۷-۲۰۰۶ با ۹۷ امتیاز رکورد زد.                                                     |
| ثبت رکورد ۱۷ پیروزی پیاپی و کسب ۹۷ امتیاز در فصل ۰۷-۲۰۰۶ با هدایت روبرتو مانچینی.                                                                    |
| پس از یوونتوس، اینتر دارای بیشترین پیروزی در یک فصل است. (فصل ۰۷-۲۰۰۶ با ۳۰ پیروزی)                                                                  |
| اینتر اولین تیمی است که قهرمان سری آ شده‌است. (در فصل ۳۰-۱۹۲۹ که اولین دوره برگزاری سری آ بود)                                                        |
| اینتر در تاریخ ۲۶ سپتامبر ۱۹۶۴ به عنوان اولین تیم ایتالیایی، جام بین قاره‌ای را بالای سر برد.                                                         |
| بهترین باشگاه فوتبال اروپا در سال‌های ۱۹۹۸ و ۲۰۱۰ به انتخاب فدراسیون بین‌المللی تاریخ و آمار فوتبال                                                    |
| موفق‌ترین باشگاه‌های قرن بیستم به انتخاب فیفا با رتبه دوازدهم                                                                                          |
| خاویر زانتی رکورددار بیشترین بازی با پیراهن اینتر است (۸۵۸). پس از زانتی جوزپه برگومی با ۷۵۶ و جاچینتو فاکتی با ۶۳۴ بازی رکورددار هستند.             |
| برترین گلزن تاریخ باشگاه جوزپه مئاتزا با ۲۸۴ گل است. همچنین آلساندرو آلتوبلی با ۲۰۹ گل و روبرتو بونینسنیا با ۱۷۱ گل در رتبه‌های دوم و سوم قرار دارند. |

## افتخارات
باشگاه فوتبال اینتر میلان یکی از پرافتخارترین تیم‌های ایتالیا و هشتمین تیم پرافتخار در پنج لیگ معتبر اروپایی با کسب ۴۶ جام می‌باشد. اینتر تاکنون ۲۰ مرتبه به مقام قهرمانی سری آ ایتالیا دست یافته‌است. باشگاه اینتر از فصل ۰۶-۲۰۰۵ تا ۱۰-۲۰۰۹، توانست پنج عنوان قهرمانی سری آ را به صورت متوالی به دست آورد. باشگاه اینتر توانسته ۹ عنوان قهرمانی در کوپا ایتالیا و ۸ عنوان قهرمانی در سوپر جام فوتبال ایتالیا نیز کسب کند. باشگاه اینتر میلان تاکنون ۳ بار فاتح جام باشگاه‌های اروپا/لیگ قهرمانان اروپا شده‌است. اینتر اولین تیم ایتالیایی است که دو بار به صورت متوالی در فصل‌های ۶۴-۱۹۶۳ و ۶۵-۱۹۶۴، فاتح جام باشگاه‌های اروپا شده و تنها تیم ایتالیایی می‌باشد که فاتح سه‌گانه شده‌است. (فصل ۱۰-۲۰۰۹) باشگاه اینتر همچنین ۳ قهرمانی در جام یوفا/لیگ اروپا، ۲ قهرمانی در جام بین قاره‌ای و ۱ قهرمانی در جام باشگاه‌های فوتبال جهان را نیز در کارنامه دارد.

## آمار تیم
| دسته                                                              | فصل ها | آخرین حضور | صعودها | سقوط‌ها |
| ----------------------------------------------------------------- | ------ | ---------- | ------ | ------ |
| سری آ                                                             | ۹۲     | ۲۴–۲۰۲۳    | –      | هرگز   |
| ۹۲ فصل حضور در بالاترین سطح فوتبال حرفه ای در ایتالیا از سال ۱۹۲۹ |        |            |        |        |

### سری آ
- بیشترین فصل حضور در سری آ: ۹۲ (از فصل ۳۰-۱۹۲۹ تا فصل ۲۴-۲۰۲۳) (تنها تیمی که در هر فصل از مسابقات سری آ، از ۰۹-۱۹۰۸ بازی کرده‌است.)
- بیشترین تعداد پیروزی به صورت متوالی: ۱۷ (در فصل ۰۷-۲۰۰۶ سری آ)

### مسابقات

#### اولین‌ها
- اولین بازی در لیگ: آ.ث. میلان ۳–۲ اینتر میلان, دسته اول (Prima Categoria), ۱۰ ژانویه ۱۹۰۹[۳]
- اولین بازی در جام حذفی: اینتر ۱۴–۰ آچایِریه فریئره نووی , ۱۱ نوامبر ۱۹۲۶[۳]
- اولین بازی در مسابقات اروپایی: اینتر ۰–۰ بیرمنگام سیتی, اینتر-سیتیز فیرز کاپ, ۱۶ مه ۱۹۵۶[۳]

#### پیروزی‌ها
- بزرگترین پیروزی: ۱۶–۰ در برابر ویچنزا ویرتوس, دسته اول (Prima Categoria), ۱۰ ژانویه ۱۹۱۵[۳]
- بزرگترین پیروزی در سری آ: ۹–۰ در برابر کازاله, ۱۰ سپتامبر ۱۹۳۳[۳]
- بزرگترین پیروزی در کوپا ایتالیا: ۷–۰ در برابر منتووا, ۱۴ سپتامبر ۱۹۵۸[۳]
- بزرگترین پیروزی در مسابقات اروپایی: ۷–۰ در برابر لیون, اینتر-سیتیز فیرز کاپ, ۱۰ دسامبر ۱۹۵۸[۳]
- بیشترین پیروزی در یک فصل سری آ: ۳۰ پیروزی (از ۳۸ مسابقه), در فصل ۰۷-۲۰۰۶ [۳]

#### شکست‌ها
- بزرگترین شکست در سری آ: ۱–۹ در برابر یوونتوس, ۱۰ ژوئن ۱۹۶۱[۳]
- بزرگترین شکست در کوپا ایتالیا:[۳]
  - ۰–۵ در برابر آ.ث. میلان, ۸ ژانویه ۱۹۹۸
  - ۱۱–۱ در برابر پیزا, ۱۸ نوامبر ۱۹۳۰
- بزرگترین شکست در مسابقات اروپایی :[۳]
  - ۱–۵ در برابر آرسنال, لیگ قهرمانان اروپا, ۲۵ نوامبر ۲۰۰۳
- بیشترین تعداد شکست در یک فصل سری آ : ۱۹ شکست (از ۴۰ مسابقه), در فصل ۴۸-۱۹۴۷[۳]
- کمترین تعداد شکست در یک فصل سری آ : ۱ شکست (از ۳۸ مسابقه), در فصل ۰۷-۲۰۰۶[۳]

### امتیازات
- بیشترین امتیاز در یک فصل سری آ :[۳]
  - دو امتیاز برای هر پیروزی: ۵۸ امتیاز در ۳۴ بازی, در فصل ۸۹-۱۹۸۸ سری آ
  - سه امتیاز برای هر پیروزی: ۹۷ امتیاز در ۳۸ بازی, در فصل ۰۷-۲۰۰۶ سری آ
- کمترین امتیاز در یک فصل سری آ:[۳]
  - دو امتیاز برای هر پیروزی: ۲۶ امتیاز در ۳۰ بازی, در فصل ۴۲-۱۹۴۱ سری آ
  - سه امتیاز برای هر پیروزی: ۴۶ امتیاز در ۳۸ بازی, در فصل ۹۹-۱۹۹۸ سری آ

## آمار بازیکنان

### بیشترین بازی

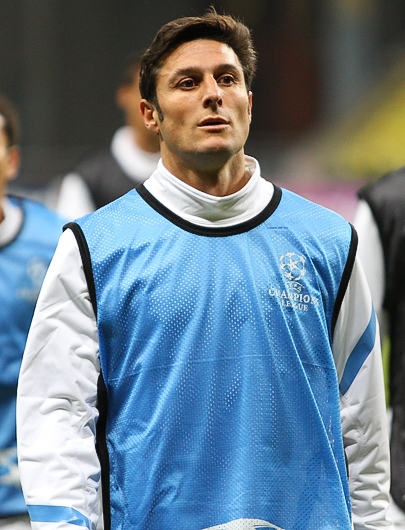
خاویر زانتی با انجام ۸۵۸ بازی برای اینتر بین سال‌های ۱۹۹۵ تا ۲۰۱۴، اولین بازیکن تاریخ اینتر از لحاظ تعداد بازی می‌باشد.

فهرست زیر بازیکنان باشگاه اینتر با بیشترین تعداد بازی را نشان می‌دهد:
| شماره | ملیت    | نام              | پست       | سال حضور  | لیگ | جام حذفی | اروپا | سایر | مجموع |
| ----- | ------- | ---------------- | --------- | --------- | --- | -------- | ----- | ---- | ----- |
| ۱     |         | خاویر زانتی      | مدافع     | ۲۰۱۴–۱۹۹۵ | ۶۱۸ | ۷۱       | ۱۶۲   | ۷    | ۸۵۸   |
| ۲     |         | جوزپه برگومی     | مدافع     | ۱۹۹۹–۱۹۷۹ | ۵۱۷ | ۱۱۹      | ۱۱۷   | ۱    | ۷۵۴   |
| ۳     |         | جاچینتو فاکتی    | مدافع     | ۱۹۷۸–۱۹۶۰ | ۴۷۶ | ۸۵       | ۶۸    | ۵    | ۶۳۴   |
| ۴     |         | ساندرو ماتزولا   | مهاجم     | ۱۹۷۷–۱۹۶۰ | ۴۱۸ | ۸۰       | ۶۳    | ۴    | ۵۶۵   |
| ۵     |         | جوزپه بارسی      | مدافع     | ۱۹۹۲–۱۹۷۶ | ۳۹۲ | ۹۲       | ۷۴    | ۱    | ۵۵۹   |
| ۶     |         | ماریو کورسو      | مهاجم     | ۱۹۷۳–۱۹۵۸ | ۴۱۴ | ۴۱       | ۴۸    | ۵    | ۵۰۳   |
| ۷     |         | والتر زنگا       | دروازه‌بان | ۱۹۹۴–۱۹۸۲ | ۳۲۸ | ۷۳       | ۷۱    | ۱    | ۴۷۳   |
| ۸     |         | تارچیسیو بورنیک  | مدافع     | ۱۹۷۴–۱۹۶۲ | ۳۵۹ | ۴۷       | ۵۷    | ۴    | ۴۶۷   |
| ۹     |         | آلساندرو آلتوبلی | مهاجم     | ۱۹۸۸–۱۹۷۷ | ۳۱۷ | ۸۰       | ۶۹    | ۰    | ۴۶۶   |
| ۱۰    | اسلوونی | سمیر هاندانوویچ  | دروازه‌بان | ۲۰۲۳–۲۰۱۲ | ۳۸۰ | ۲۲       | ۵۲    | ۱    | ۴۵۵   |

### برترین گلزنان

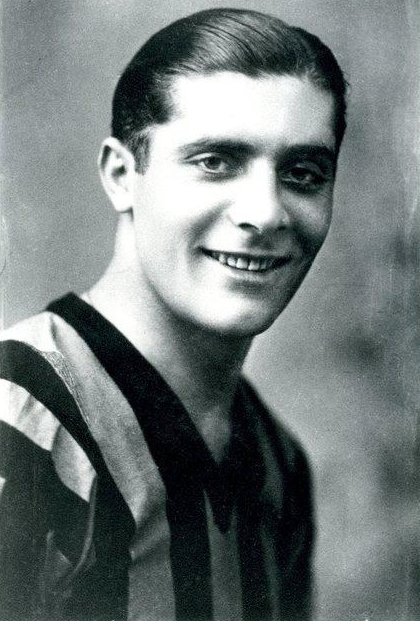
جوزپه مئاتزا با ثمر رساندن ۲۸۴ گل برای اینتر، در جایگاه برترین گلزنان تاریخ باشگاه قرار دارد.

فهرست زیر برترین گلزنان تاریخ باشگاه اینتر را نشان می‌دهد:
| شماره | ملیت | نام              | پست   | سال حضور                      | لیگ | جام حذفی | اروپا | سایر | مجموع |
| ----- | ---- | ---------------- | ----- | ----------------------------- | --- | -------- | ----- | ---- | ----- |
| ۱     |      | جوزپه مئاتزا     | مهاجم | ۱۹۴۰–۱۹۲۷ ۱۹۴۷–۱۹۴۶           | ۲۴۳ | ۱۲       | ۲۹    | ۰    | ۲۸۴   |
| ۲     |      | آلساندرو آلتوبلی | مهاجم | ۱۹۸۸–۱۹۷۷                     | ۱۲۸ | ۴۶       | ۳۵    | ۰    | ۲۰۹   |
| ۳     |      | روبرتو بونینسنیا | مهاجم | ۱۹۷۶–۱۹۶۹                     | ۱۱۳ | ۳۶       | ۲۲    | ۰    | ۱۷۱   |
| ۴     |      | ساندرو ماتزولا   | مهاجم | ۱۹۷۷–۱۹۶۰                     | ۱۱۶ | ۲۴       | ۱۷    | ۴    | ۱۶۱   |
| ۵     |      | لوئیجی چونینی    | مهاجم | ۱۹۱۵–۱۹۱۲ ۱۹۲۱–۱۹۱۹ ۱۹۲۷–۱۹۲۲ | ۱۵۸ | ۰        | ۰     | ۰    | ۱۵۸   |
| ۶     |      | لائوتارو مارتینز | مهاجم | ۲۰۱۸–                         | ۱۱۲ | ۸        | ۲۰    | ۴    | ۱۴۴   |
| ۷     |      | بنیتو لورنزی     | مهاجم | ۱۹۵۸–۱۹۴۷                     | ۱۳۸ | ۲        | ۳     | ۰    | ۱۴۳   |
| ۸     |      | ایشتوان نیرش     | مهاجم | ۱۹۵۴–۱۹۴۸                     | ۱۳۳ | ۰        | ۰     | ۰    | ۱۳۳   |
| ۹     |      | مائورو ایکاردی   | مهاجم | ۲۰۱۹–۲۰۱۳                     | ۱۱۱ | ۳        | ۱۰    | ۰    | ۱۲۴   |
| ۱۰    |      | کریستین ویری     | مهاجم | ۲۰۰۵–۱۹۹۹                     | ۱۰۳ | ۸        | ۱۲    | ۰    | ۱۲۳   |

### آقای گل‌ها

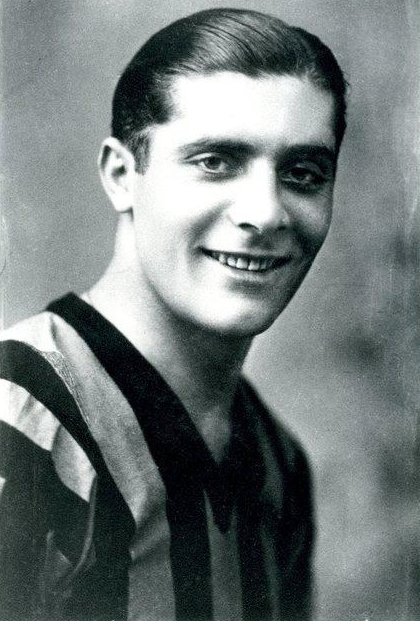
جوزپه مئاتزا بین سال‌های ۱۹۲۹ تا ۱۹۳۸ همراه با اینتر توانست سه بار آقای گلی سری آ ایتالیا را به دست آورد.

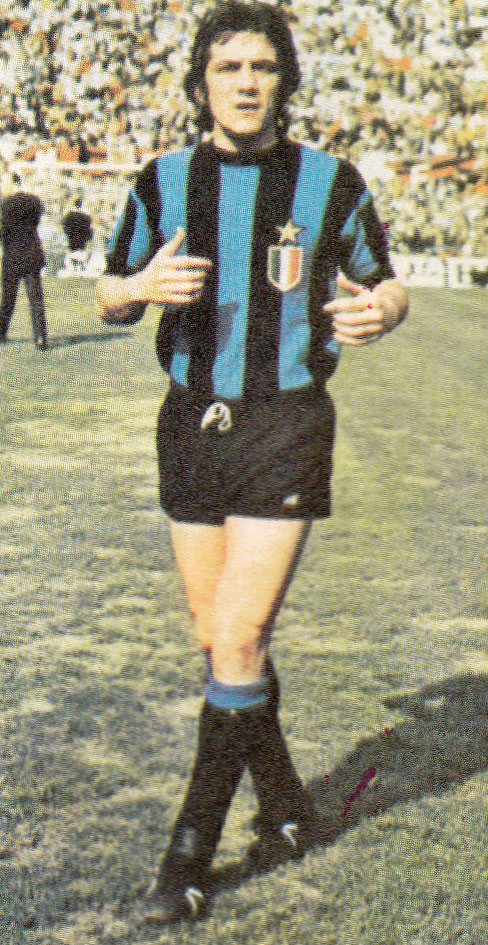
روبرتو بونینسنیا آقای گل سری آ در فصول ۷۱–۱۹۷۰ و ۷۲–۱۹۷۱.

- بازیکنان اینتر ۱۴ مرتبه توانسته‌اند جایزه کاپوکانونیره یا همان آقای گلی سری آ را به دست بیاورند.[۵]
- لوئیجی چونینی با به ثمر رساندن ۳۷ گل در فصل ۱۴–۱۹۱۳، رکورددار بیشترین گل زده تاریخ باشگاه اینتر در یک فصل می‌باشد.

| شماره | نام           | تعداد گل | فصل     | عنوان مسابقات     |
| ----- | ------------- | -------- | ------- | ----------------- |
| ۱     | ارنست پترلی   | ۲۵       | ۱۰–۱۹۰۹ | پریما کتگوریا     |
| ۲     | لوئیجی چونینی | ۳۷       | ۱۴–۱۹۱۳ | پریما کتگوریا     |
| ۳     | امیلیو آگرادی | ۳۱       | ۱۵–۱۹۱۴ | پریما کتگوریا     |
| ۴     | لوئیجی چونینی | ۲۳       | ۲۰–۱۹۱۹ | پریما کتگوریا     |
| ۵     | لوئیجی چونینی | ۳۱       | ۲۱–۱۹۲۰ | پریما کتگوریا     |
| ۶     | آنتون پوولنی  | ۲۲       | ۲۷–۱۹۲۶ | دیویژن ناتزیوناله |

| شماره | نام                | تعداد گل | فصل     | عنوان مسابقات |
| ----- | ------------------ | -------- | ------- | ------------- |
| ۱     | جوزپه مئاتزا       | ۳۱       | ۳۰–۱۹۲۹ | سری آ         |
| ۲     | جوزپه مئاتزا       | ۲۵       | ۳۶–۱۹۳۵ | سری آ         |
| ۳     | جوزپه مئاتزا       | ۲۰       | ۳۸–۱۹۳۷ | سری آ         |
| ۴     | ایشتوان نیرش       | ۲۶       | ۴۹–۱۹۴۸ | سری آ         |
| ۵     | آنتونیو آنجلیلو    | ۳۳       | ۵۹–۱۹۵۸ | سری آ         |
| ۶     | ساندرو ماتزولا     | ۱۷       | ۶۵–۱۹۶۴ | سری آ         |
| ۷     | روبرتو بونینسنیا   | ۲۴       | ۷۱–۱۹۷۰ | سری آ         |
| ۸     | روبرتو بونینسنیا   | ۲۲       | ۷۲–۱۹۷۱ | سری آ         |
| ۹     | آلدو سرنا          | ۲۲       | ۸۹–۱۹۸۸ | سری آ         |
| ۱۰    | کریستین ویری       | ۲۴       | ۰۳–۲۰۰۲ | سری آ         |
| ۱۱    | زلاتان ابراهیموویچ | ۲۵       | ۰۹–۲۰۰۸ | سری آ         |
| ۱۲    | مائورو ایکاردی     | ۲۲       | ۱۵–۲۰۱۴ | سری آ         |
| ۱۳    | مائورو ایکاردی     | ۲۹       | ۱۸–۲۰۱۷ | سری آ         |
| ۱۴    | لائوتارو مارتینز   | ۲۴       | ۲۴–۲۰۲۳ | سری آ         |

1. ↑  ساندرو ماتزولا به صورت مشترک با آلبرتو اورلاندو از فیورنتینا به عنوان آقای گلی دست پیدا کرده‌است.
2. ↑  مائورو ایکاردی به صورت مشترک با لوکا تونی از هلاس ورونا به عنوان آقای گلی دست پیدا کرده‌است.
3. ↑  مائورو ایکاردی به صورت مشترک با چیرو ایموبیله از لاتزیو به عنوان آقای گلی دست پیدا کرده‌است.

### کاپیتان‌های باشگاه

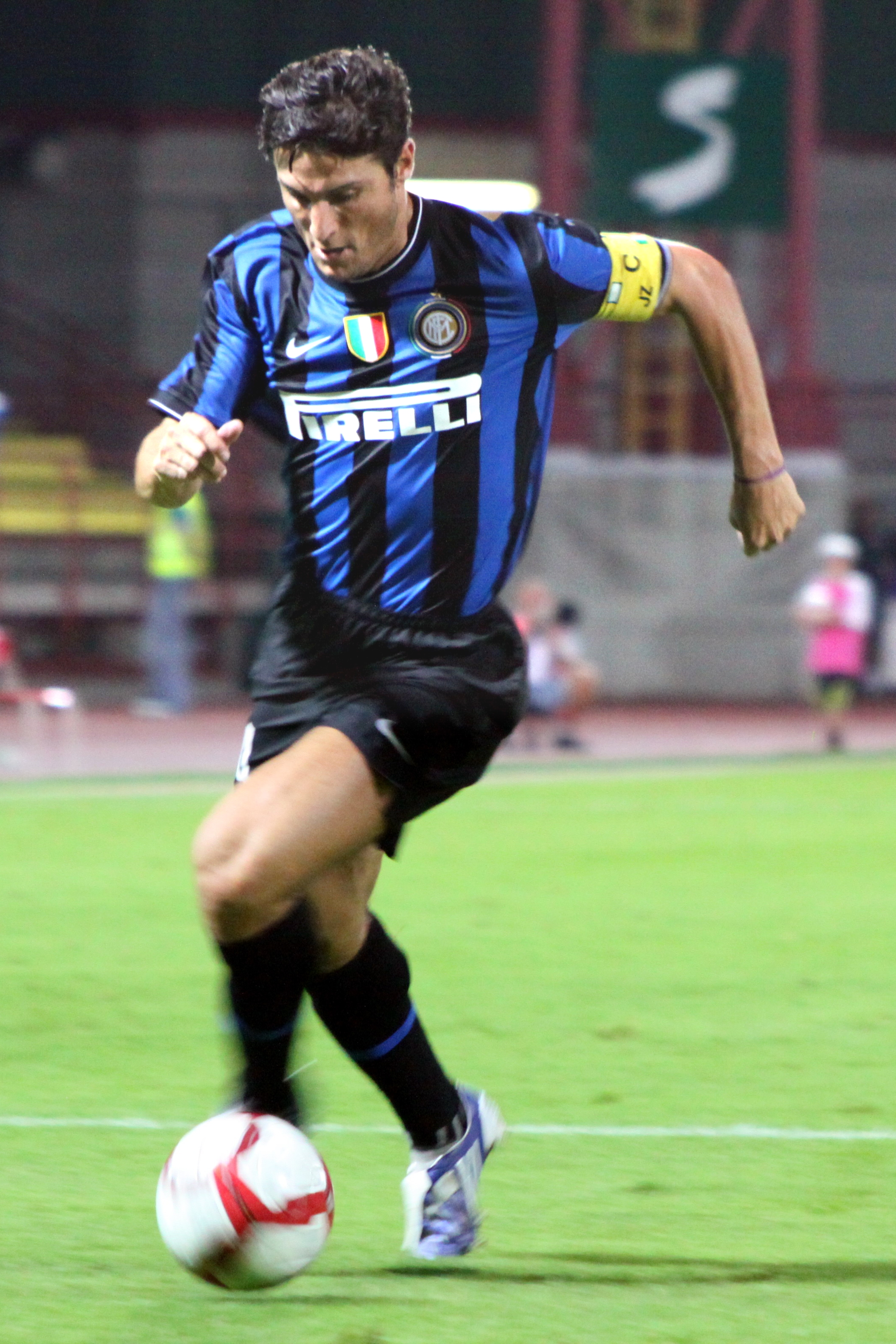
خاویر زانتی از سال ۲۰۰۱ تا ۲۰۱۴ کاپیتان باشگاه اینتر بوده که طولانی‌ترین زمان کاپیتانی یک بازیکن در باشگاه اینتر به حساب می‌آید.

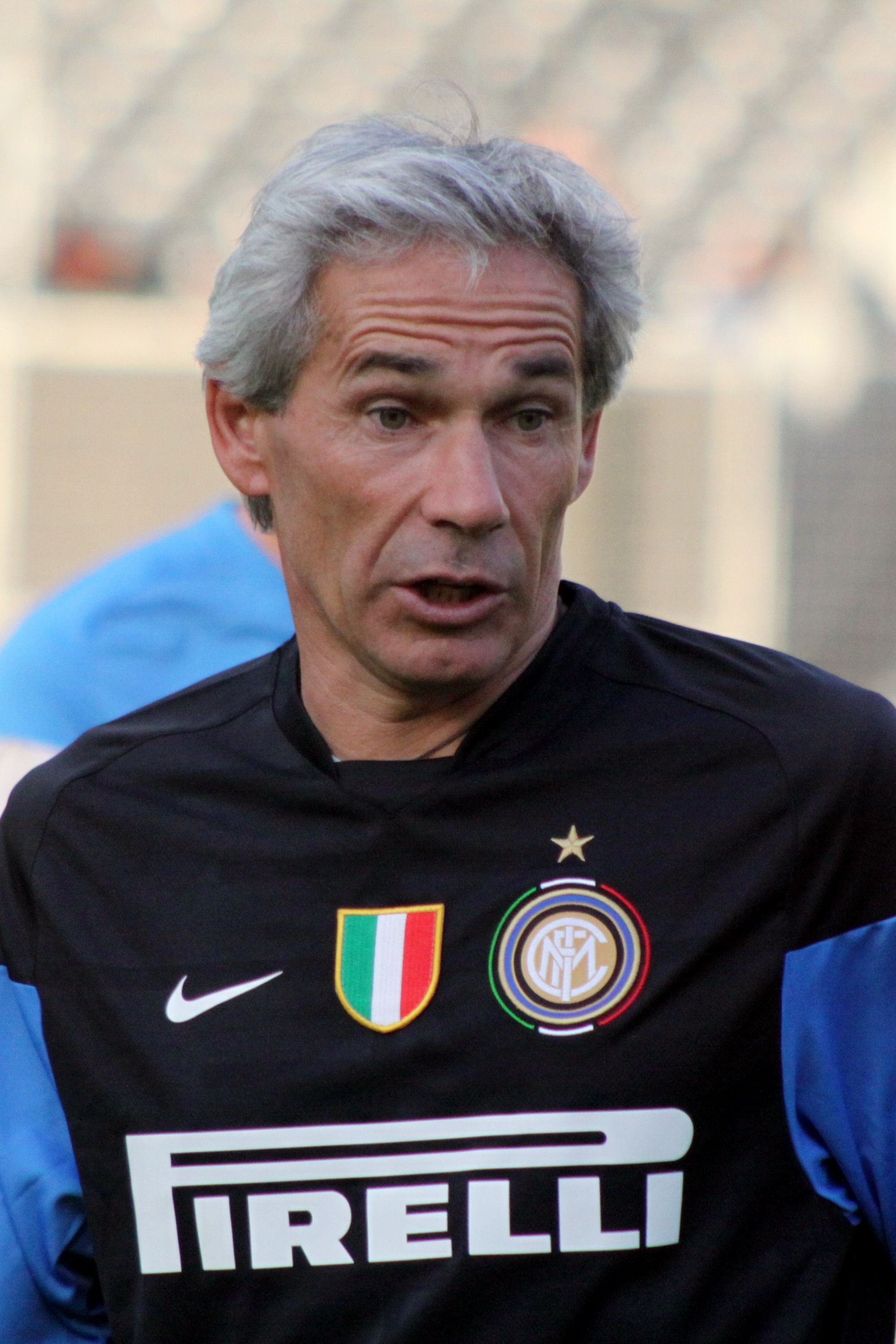
جوزپه بارسی کاپیتان باشگاه اینتر از سال ۱۹۸۸ تا ۱۹۹۲.

| شماره | نام               | سال       |
| ----- | ----------------- | --------- |
| ۱     | هرنست مارکتل      | ۱۹۰۹      |
| ۲     | ویرجیلیو فوساتی   | ۱۹۱۵–۱۹۰۹ |
| ۳     | ارمانو آئبی       | ۱۹۲۲–۱۹۱۵ |
| ۴     | لئوپولدو کونتی    | ۱۹۳۱–۱۹۲۲ |
| ۵     | جوزپه مئاتزا      | ۱۹۴۰–۱۹۳۱ |
| ۶     | آتیلیو دماریا     | ۱۹۴۳–۱۹۴۰ |
| ۷     | آلدو کامپاتلی     | ۱۹۵۰–۱۹۴۳ |
| ۸     | آتیلیو جووانینی   | ۱۹۵۴–۱۹۵۰ |
| ۹     | جینو آرمانو       | ۱۹۵۶–۱۹۵۴ |
| ۱۰    | جووانی جاکوماتسی  | ۱۹۵۷–۱۹۵۶ |
| ۱۱    | جووانی اینورنیتزی | ۱۹۵۸–۱۹۵۷ |
| ۱۲    | آنتونیو آنجلیلو   | ۱۹۶۱–۱۹۵۸ |
| ۱۳    | برونو بولکی       | ۱۹۶۲–۱۹۶۱ |
| ۱۴    | آرماندو پیکی      | ۱۹۶۷–۱۹۶۲ |
| ۱۵    | ماریو کورسو       | ۱۹۷۰–۱۹۶۷ |
| ۱۶    | ساندرو ماتزولا    | ۱۹۷۷–۱۹۷۰ |
| ۱۷    | جاچینتو فاکتی     | ۱۹۷۸–۱۹۷۷ |
| ۱۸    | گراتزیانو بینی    | ۱۹۸۵–۱۹۷۸ |
| ۱۹    | آلساندرو آلتوبلی  | ۱۹۸۸–۱۹۸۵ |
| ۲۰    | جوزپه بارسی       | ۱۹۹۲–۱۹۸۸ |
| ۲۱    | جوزپه برگومی      | ۱۹۹۹–۱۹۹۲ |
| ۲۲    | رونالدو           | ۲۰۰۱–۱۹۹۹ |
| ۲۳    | خاویر زانتی       | ۲۰۱۴–۲۰۱۱ |
| ۲۴    | آندره‌آ رانوکیا    | ۲۰۱۵–۲۰۱۴ |
| ۲۵    | مائورو ایکاردی    | ۲۰۱۹–۲۰۱۵ |
| ۲۶    | سمیر هاندانوویچ   | ۲۰۲۳–۲۰۱۹ |
| ۲۷    | لائوتارو مارتینز  | –۲۰۲۳     |

### جوایز فردی

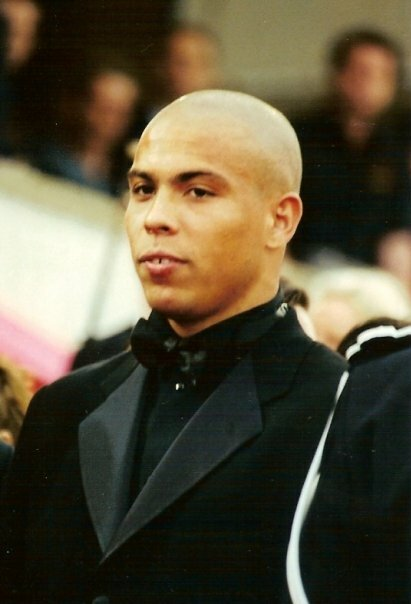
رونالدو آخرین بازیکنی از اینتر میلان است که توانسته جایزه بازیکن سال فوتبال جهان را به دست آورد.

بازیکن سال فوتبال جهان
بازیکنان زیر زمانی که برای اینتر میلان بازی می‌کردند، جایزه بازیکن سال فوتبال جهان را به دست آوردند:
- ۱۹۹۷ –  رونالدو
- ۱۹۹۱ –  لوتار ماتئوس

توپ طلای اروپا
بازیکنان زیر زمانی که برای اینتر میلان بازی می‌کردند، جایزه توپ طلای اروپا را به دست آوردند:
- ۱۹۹۷ –  رونالدو
- ۱۹۹۰ –  لوتار ماتئوس

بهترین فوتبالیست سال جهان به انتخاب مجله ورلد ساکر
بازیکنان زیر زمانی که برای اینتر میلان بازی می‌کردند، جایزه بهترین فوتبالیست سال جهان به انتخاب مجله ورلد ساکر را به دست آوردند:
- ۲۰۰۲ –  رونالدو
- ۱۹۹۷ –  رونالدو
- ۱۹۹۰ –  لوتار ماتئوس

بازیکن سال یوفا
بازیکنان زیر زمانی که برای اینتر میلان بازی می‌کردند، جایزه بازیکن سال یوفا را به دست آوردند:
- ۲۰۰۹-۱۰ –  دیگو میلیتو
- ۱۹۹۷-۹۸ –  رونالدو

بازیکن سال سری آ
بازیکنان زیر زمانی که برای اینتر میلان بازی می‌کردند ، جایزه بازیکن سال سری آ را به دست آوردند :
- ۲۰۲۱ –  روملو لوکاکو
- ۲۰۱۸ –  مائورو ایکاردی
- ۲۰۱۰ –  دیگو میلیتو
- ۲۰۰۹ –  زلاتان ابراهیموویچ
- ۲۰۰۸ –  زلاتان ابراهیموویچ
- ۱۹۹۸ –  رونالدو

دروازه‌بان سال سری آ
بازیکنان زیر زمانی که برای اینتر میلان بازی می‌کردند، جایزه دروازه‌بان سال سری آ را به دست آوردند:
- ۲۰۱۹ –  سمیر هاندانوویچ
- ۲۰۱۳ –  سمیر هاندانوویچ
- ۲۰۱۰ –  ژولیو سزار
- ۲۰۰۹ –  ژولیو سزار

باارزش‌ترین بازیکن سال سری آ
بازیکنان زیر زمانی که برای اینتر میلان بازی می‌کردند، جایزه باارزش‌ترین بازیکن سال سری آ را به دست آوردند:
- ۲۰۲۴ –  لائوتارو مارتینز
- ۲۰۲۱ –  روملو لوکاکو

بهترین مدافع سال سری آ
بازیکنان زیر زمانی که برای اینتر میلان بازی می‌کردند، جایزه بهترین مدافع سال سری آ را به دست آوردند:
- ۲۰۲۴ –  الساندرو باستونی
- ۲۰۲۰ –  استفان د فرای

بهترین هافبک سال سری آ
بازیکنان زیر زمانی که برای اینتر میلان بازی می‌کردند، جایزه بهترین هافبک سال سری آ را به دست آوردند:
- ۲۰۲۴ –  هاکان چالهان‌اوغلو
- ۲۰۲۳ –  نیکولو بارلا
- ۲۰۲۲ –  مارسلو بروزویچ
- ۲۰۲۱ –  نیکولو بارلا

باارزش‌ترین مربی سال سری آ
مربیان زیر زمانی که در اینتر میلان مربی گری می‌کردند، جایزه باارزش‌ترین مربی سال سری آ را به دست آوردند:
- ۲۰۲۴ –  سیمونه اینزاگی

مربی سال سری آ
مربیان زیر زمانی که در اینتر میلان مربی گری می‌کردند، جایزه مربی سال سری آ را به دست آوردند:
- ۲۰۲۱ –  آنتونیو کونته
- ۲۰۱۰ –  ژوزه مورینیو
- ۲۰۰۹ –  ژوزه مورینیو

بهترین بازیکن فصل لیگ اروپا
بازیکنان زیر زمانی که برای اینتر میلان بازی می‌کردند، جایزه بهترین بازیکن فصل لیگ اروپا را به دست آوردند:
- ۲۰۱۹-۲۰ –  روملو لوکاکو

### نقل و انتقالات

#### گرانقیمت‌ترین خریدها

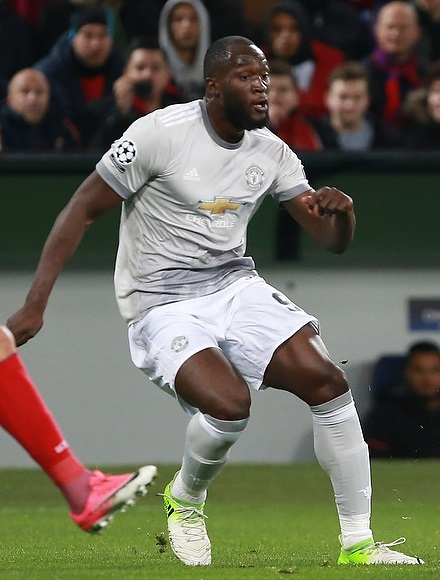
روملو لوکاکو (عکس در سال ۲۰۱۷)، در اوت ۲۰۱۹ با مبلغ ۷۵ میلیون یورو از منچستریونایتد خریداری شد که گران‌قیمت‌ترین خرید تاریخ اینتر می‌باشد. این بازیکن دو سال بعد و در ۱۲ اوت ۲۰۲۱ با مبلغ ۱۱۵ میلیون یورو به چلسی فروخته شد تا به این ترتیب تبدیل به گران‌قیمت‌ترین فروش تاریخ باشگاه نیز شود.

گران‌قیمت‌ترین خریدهای تاریخ اینتر، روملو لوکاکو و کریستین ویری هستند. روملو لوکاکو در اوت ۲۰۱۹ با مبلغ ۷۵ میلیون یورو از منچستریونایتد به اینتر پیوست. کریستین ویری در ژوئن ۱۹۹۹ با مبلغ ۴۹ میلیون یورو از باشگاه لاتزیو خریداری شد.
| شماره | نام            | مبدأ          | سال  | مبلغ             | منبع   |
| ----- | -------------- | ------------- | ---- | ---------------- | ------ |
| ۱     | روملو لوکاکو   | منچستریونایتد | ۲۰۱۹ | ۷۵ میلیون یورو   | [ ۷ ]  |
| ۲     | کریستین ویری   | لاتزیو        | ۱۹۹۹ | ۴۹ میلیون یورو   | [ ۸ ]  |
| ۳     | نیکولو بارلا   | کالیاری       | ۲۰۲۰ | ۴۰٫۵ میلیون یورو | [ ۹ ]  |
| ۴     | اشرف حکیمی     | رئال مادرید   | ۲۰۲۰ | ۴۰ میلیون یورو   | [ ۱۰ ] |
| ۵     | ژواو ماریو     | اسپورتینگ     | ۲۰۱۶ | ۴۰ میلیون یورو   | [ ۱۱ ] |
| ۶     | رجا ناینگولان  | آ. اس. رم     | ۲۰۱۸ | ۳۸ میلیون یورو   | [ ۱۲ ] |
| ۷     | ارنان کرسپو    | لاتزیو        | ۲۰۰۲ | ۳۱٫۵ میلیون یورو | [ ۱۳ ] |
| ۸     | جفری کوندوگبیا | موناکو        | ۲۰۱۵ | ۳۱ میلیون یورو   | [ ۱۴ ] |
| ۹     | گابریل باربوسا | سانتوس        | ۲۰۱۶ | ۲۹٫۵ میلیون یورو | [ ۱۵ ] |
| ۱۰    | فرانچسکو تولدو | فیورنتینا     | ۲۰۰۱ | ۲۸٫۵ میلیون یورو | [ ۱۶ ] |

1. ↑  روملو لوکاکو در واقع با مبلغ ۶۵ میلیون یورو خریداری شد؛ که این مبلغ به اضافه ۱۰ میلیون یورو به عنوان پاداش، هزینه انتقال را به ۷۵ میلیون یورو افزایش داد.
2. ↑  ارنان کرسپو در واقع با مبلغ ۲۶ میلیون یورو خریداری شد؛ علاوه بر این مبلغ باشگاه اینتر برناردو کوررادی را نیز به لاتزیو واگذار کرد. بعداً لاتزیو کوررادی را ۵٫۵ میلیون یورو قیمت‌گذاری کرد.

#### گران‌قیمت‌ترین فروش‌ها
در ۱۲ اوت ۲۰۲۱، روملو لوکاکو با مبلغ ۱۱۵ میلیون یورو به تیم چلسی فروخته شد، که این گران‌قیمت‌ترین فروش تاریخ باشگاه اینتر می‌باشد.
| شماره | نام                | مقصد           | تاریخ | مبلغ             | منبع   |
| ----- | ------------------ | -------------- | ----- | ---------------- | ------ |
| ۱     | روملو لوکاکو       | چلسی           | ۲۰۲۱  | ۱۱۵ میلیون یورو  | [ ۱۷ ] |
| ۲     | زلاتان ابراهیموویچ | بارسلونا       | ۲۰۰۹  | ۶۶ میلیون یورو   | [ ۱۸ ] |
| ۳     | اشرف حکیمی         | پاری سن-ژرمن   | ۲۰۲۱  | ۶۰ میلیون یورو   | [ ۱۹ ] |
| ۴     | مائورو ایکاردی     | پاری سن-ژرمن   | ۲۰۲۰  | ۵۸ میلیون یورو   | [ ۲۰ ] |
| ۵     | آندره اونانا       | منچستر یونایتد | ۲۰۲۳  | ۵۲٫۵ میلیون یورو | [ ۲۱ ] |
| ۶     | رونالدو            | رئال مادرید    | ۲۰۰۲  | ۴۶ میلیون یورو   | [ ۲۲ ] |
| ۷     | ماتئو کواچیچ       | رئال مادرید    | ۲۰۱۵  | ۲۹ میلیون یورو   | [ ۲۳ ] |
| ۸     | جفری کوندوگبیا     | والنسیا        | ۲۰۱۸  | ۲۵ میلیون یورو   | [ ۲۴ ] |
| ۹     | ساموئل اتوئو       | آنژی مخاچ‌قلعه  | ۲۰۱۱  | ۲۱٫۸ میلیون یورو | [ ۲۵ ] |
| ۱۰    | ماریو بالوتلی      | منچستر سیتی    | ۲۰۰۸  | ۲۱٫۸ میلیون یورو | [ ۲۶ ] |

1. ↑  هزینه انتقال اولیه ابراهیموویچ نامعلوم است. ابراهیموویچ با قراردادی ۵ ساله به ارزش ۴۶ میلیون یورو به بارسلونا پیوست. اینتر، ساموئل اتوئو را نیز به ازای ابراهیموویچ دریافت کرد که ۲۰ میلیون یورو ارزش داشت؛ در نتیجه قیمت خرید ابراهیموویچ برای بارسلونا ۶۶ میلیون یورو شد. علاوه بر این الکساندر هلب نیز به صورت قرضی (با حق خرید ۱۰ میلیون یورویی) به اینتر واگذار شد.
2. ↑  در صورت رسیدن به اهداف خاص، باشگاه پاری سن-ژرمن باید ۱۱ میلیون یورو پاداش برای انتقال اشرف حکیمی به اینتر پرداخت کند؛ در نتیجه هزینه این انتقال می‌تواند به ۷۱ میلیون یورو افزایش یابد.
3. ↑  مائورو ایکاردی در واقع با مبلغ ۵۰ میلیون یورو به تیم پاری سن-ژرمن واگذار شد؛ که این مبلغ به اضافه ۸ میلیون یورو به عنوان پاداش، هزینه انتقال را به ۵۸ میلیون یورو افزایش داد.
4. ↑  در صورت رسیدن به اهداف خاص، باشگاه منچستر یونایتد باید ۵ میلیون یورو پاداش برای انتقال آندره اونانا به اینتر پرداخت کند؛ در نتیجه هزینه این انتقال می‌تواند به ۵۷٫۵ میلیون یورو افزایش یابد.

## بازیکنان اینتر برنده جام جهانی
- بازیکنان اینتر تاکنون ۲۱ مرتبه جام جهانی را بالای سر برده‌اند.
- جوزپه مئاتزا اسطوره باشگاه اینتر با دو بار قهرمانی در جام جهانی در زمان حضورش در باشگاه اینتر رکورددار است.
- ۱۵ بازیکن اینتر که قهرمان جام جهانی شده‌اند ملیت ایتالیایی دارند.[۲۷]

| شماره | ملیت     | نام              | سال قهرمانی |
| ----- | -------- | ---------------- | ----------- |
| ۱     | ایتالیا  | لوئیجی آلماندی   | ۱۹۳۴        |
| ۲     | ایتالیا  | آرماندو کاستلازی | ۱۹۳۴        |
| ۳     | ایتالیا  | آتیلیو دماریا    | ۱۹۳۴        |
| ۴     | ایتالیا  | جوزپه مئاتزا     | ۱۹۳۴        |
| ۵     | ایتالیا  | جووانی فراری     | ۱۹۳۸        |
| ۶     | ایتالیا  | پیترو فرراریس    | ۱۹۳۸        |
| ۷     | ایتالیا  | اوجو لوکاتلی     | ۱۹۳۸        |
| ۸     | ایتالیا  | جوزپه مئاتزا     | ۱۹۳۸        |
| ۹     | ایتالیا  | رناتو اولمی      | ۱۹۳۸        |
| ۱۰    | ایتالیا  | آلساندرو آلتوبلی | ۱۹۸۲        |
| ۱۱    | ایتالیا  | جوزپه برگومی     | ۱۹۸۲        |
| ۱۲    | ایتالیا  | ایوانو بوردون    | ۱۹۸۲        |
| ۱۳    | ایتالیا  | جیامپیرو مارینی  | ۱۹۸۲        |
| ۱۴    | ایتالیا  | گابریله اوریالی  | ۱۹۸۲        |
| ۱۵    | آلمان    | آندریاس برمه     | ۱۹۹۰        |
| ۱۶    | آلمان    | یورگن کلینزمن    | ۱۹۹۰        |
| ۱۷    | آلمان    | لوتار ماتئوس     | ۱۹۹۰        |
| ۱۸    | فرانسه   | یوری ژورکائف     | ۱۹۹۸        |
| ۱۹    | برزیل    | رونالدو          | ۲۰۰۲        |
| ۲۰    | ایتالیا  | مارکو ماتراتسی   | ۲۰۰۶        |
| ۲۱    | آرژانتین | لائوتارو مارتینز | ۲۰۲۲        |

## سوابق رؤسا
- اولین رئیس باشگاه : جووانی پارامیتیوتی
- موفق‌ترین‌ترین رئیس باشگاه: ماسیمو موراتی و آنجلو موراتی موفق‌ترین رؤسای باشگاه اینتر از لحاظ تعداد جام کسب شده هستند.
- طولانی‌ترین زمان به عنوان رئیس باشگاه: ماسیمو موراتی به طور غیرمستمر و به مدت ۱۸ سال از ۱۹۹۵ تا ۲۰۱۳[توضیح ۱] و ایوانوئه فرایتزولی به مدت ۱۶ سال از ۱۹۶۸ تا ۱۹۸۴ ریاست باشگاه اینتر را بر عهده داشته‌اند که طولانی‌ترین زمان ریاست در باشگاه اینتر به حساب می‌آید.
- طولانی‌ترین زمان متوالی به عنوان رئیس باشگاه: ایوانوئه فرایتزولی به مدت ۱۶ سال از ۱۹۶۸ تا ۱۹۸۴

## سوابق مربیان
- اولین مربی باشگاه : ویرجیلیو فوساتی
- موفق‌ترین‌ترین مربی باشگاه: هلنیو هررا و روبرتو مانچینی موفق‌ترین مربیان باشگاه اینتر از لحاظ تعداد جام کسب شده هستند.
- طولانی‌ترین زمان به عنوان مربی باشگاه: هلنیو هررا به مدت ۹ فصل از ۱۹۶۰ تا ۱۹۶۸ و یک بار در فصل ۷۴–۱۹۷۳ مربی باشگاه اینتر بوده که طولانی‌ترین زمان مربیگری در باشگاه اینتر به حساب می‌آید.
- طولانی‌ترین زمان متوالی به عنوان مربی باشگاه: هلنیو هررا به مدت ۸ فصل از ۱۹۶۰ تا ۱۹۶۸

## توضیحات
1. ↑  موراتی دو بار در طول دوران ریاست خود استعفا داد؛ اولین بار از مه تا ژوئیه ۲۰۰۹ و دومین بار از ژانویه ۲۰۰۴ تا نوامبر ۲۰۰۶